# Gorączka Pela-Ebsteina
Gorączka Pela-Ebsteina – rzadko spotykany typ gorączki z cyklicznymi wzrostami i spadkami temperatury w okresie średnio 1–2 tygodni, występujący u pacjentów z chorobą Hodgkina. Cykliczna gorączka może być również związana z innymi chorobami, ale nie jest wtedy nazywana "gorączką Pela-Ebsteina".

## Etiologia
Przyczyna jest obecnie nieznana, chociaż spekulacje koncentrują się na odpowiedzi immunologicznej chorego, martwicy węzłów chłonnych i uszkodzeniu komórek stromalnych.

## Leczenie
Pomaga leczenie niesteroidowymi środkami przeciwzapalnymi lub leczenia podstawowej choroby Hodgkina (najczęściej przy pomocy chemioterapii).

## Historia
Wilhelm Ebstein i Pieter Klazes Pel opublikowali artykuły opisujące to zjawisko w 1887.